# Centre de Ciència del Plasma i Fusió del MIT
El Centre de Ciència i Fusió del Plasma (PSFC) de l'Institut Tecnològic de Massachusetts (MIT) és un centre de recerca universitari per a l'estudi dels plasmes, la ciència i la tecnologia de la fusió.
Va ser fundat originalment el 1976 com a Centre de Fusió de Plasma (PFC) a petició i amb la col·laboració del Departament d'Energia dels Estats Units. La subvenció original era per a la construcció i operació d'un reactor tokamak Alcator A, el primer d'una sèrie de petits tokamaks d'alt camp, seguits per Alcator C (1978) i Alcator C-Mod (1993).

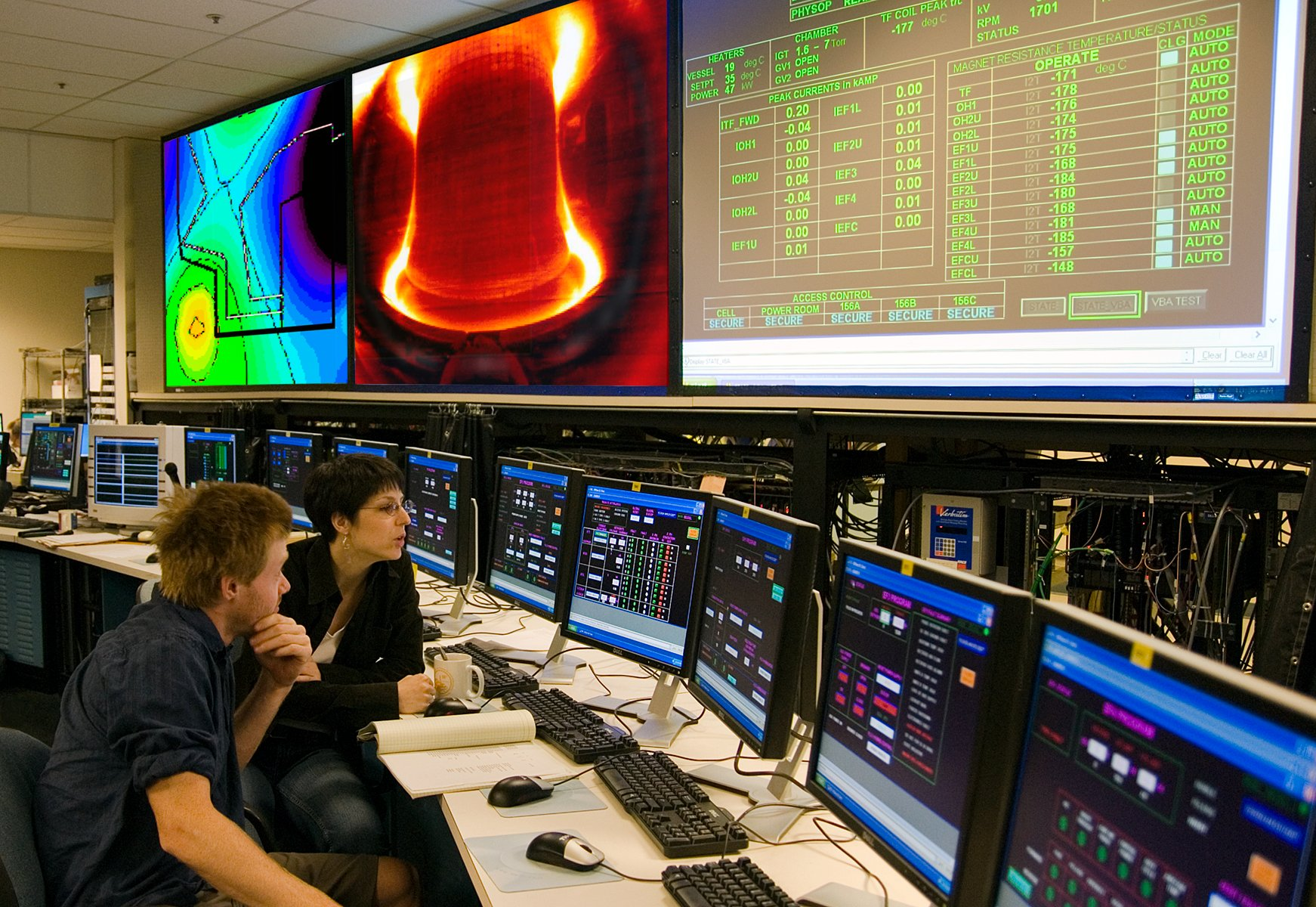
Sala de control del tokamak Alcator C-Mod al Centre de Ciència i Fusió del Plasma del MIT.

El tokamak més recent del MIT, l'Alcator C-Mod, va funcionar entre el 1993 i el 2016. El 2016, la pressió del projecte va arribar a les 2,05 atmosferes, un augment del 15% respecte al rècord anterior d'1,77 atmosferes amb una temperatura del plasma de 35 milions de graus C, cosa que va mantenir la fusió durant 2 segons i va produir 600 bilions de reaccions de fusió. La prova va implicar un camp magnètic de 5,7 teslas. Va assolir aquesta fita el seu últim dia de funcionament.
El 2018, el PSFC va començar a desenvolupar un disseny conceptual per al tokamak SPARC en col·laboració amb Commonwealth Fusion Systems. SPARC té la intenció d'utilitzar nous imants superconductors YBCO per aconseguir energia de fusió neta en un dispositiu compacte.